# サムズ・タウン
『サムズ・タウン』 (Sam's Town) は、アメリカのロック・バンド、ザ・キラーズの2枚目のアルバム。日本では2006年9月27日、イギリスでは10月2日、アメリカでは10月3日にリリースされた。

## 概要
本作はブルース・スプリングスティーンなどからの影響を感じさせ、イギリス寄りであると言われている前作と比べ、彼らの故郷であるアメリカ的な特徴を感じさせる作風となっている。
アルバムタイトルは彼らの故郷であるラスベガスにある同名のカジノホテル(Sam's Town Hotel and Gambling Hall)から使われている。本国アメリカでは自己最高となる2位を記録し、全英チャートではデビュー作から2作連続となる1位を記録した。
このアルバムは、ローリング・ストーン誌の読者が選ぶ、2000年代で最も過小評価されているロックアルバムに選出された。

## 収録曲
1. "Sam's Town" – 4:06
アルバムのタイトルトラック。歌詞の中に登場している祖母の名前と兄の誕生日は、ブランドンの実の祖母の名前で、彼の兄の実の誕生日である[2]。
2. "Enterlude" – 0:49
3. "When You Were Young" – 3:40
アルバムからの1stシングル。彼らの代表曲の1つであり、ライブではラストに本曲が披露されることが多い。
第49回グラミー賞では、最優秀ロック楽曲賞と最優秀短編ミュージック・ビデオの2部門にノミネートされた。
4. "Bling (Confession of a King)" – 4:08
ボーカルのブランドンの父親の、アルコール使用障害への勝利、そしてモルモンへの改宗について書かれた曲。[3]
5. "For Reasons Unknown"  – 3:32
4thシングル。ボーカルのブランドンがベースを演奏している。
6. "Read My Mind" – 4:06
3rdシングル。この曲のビデオは東京(主に新宿近辺)で撮影が行われ、ガチャピンなど日本人にはお馴染みの風景が登場している。
7. "Uncle Jonny" – 4:25
8. "Bones" – 3:47
2ndシングル。本曲のビデオはティム・バートンが監督を行った。
9. "My List" – 4:08
ブランドンが彼の妻に向けて書いたバラード。
10. "This River Is Wild" – 4:38
11. "Why Do I Keep Counting?" – 4:24
この曲では主にブランドンの飛行機恐怖症について歌われている[3]。
12. "Exitlude" – 2:20

### ボーナス・トラック（日本盤）
1. "Where the White Boys Dance" - 3:26
2. "All the Pretty Faces" - 4:45